# Hechicero (luchador)
Hechicero es un luchador profesional mexicano enmascarado, que ahora trabaja para el Consejo Mundial de Lucha Libre. A lo largo de su carrera, Hechicero compitió en la International Wrestling Revolution Group, Pro Wrestling Guerrilla, Ring of Honor, New Japan Pro-Wrestling y en el circuito independiente. El nombre real de Hechicero no es una cuestión de registro público, como suele ser el caso de los luchadores enmascarados en México, donde sus vidas privadas se mantienen en secreto de los fanáticos de la lucha libre.
Entre sus éxitos, Hechicero es 1 vez Campeón Mundial siendo el Campeón Mundial de Peso Completo del CMLL. También ha sido 1 vez Campeón Mundial Histórico de Peso Semicompleto de la NWA.

## Carrera

### Circuito independiente (2001-presente)
Rey Hechicero hizo su debut el 15 de febrero de 2001, en su ciudad natal de Monterrey, Nuevo León, trabajando para una promoción local de lucha libre. En el año 2004, que fue agregado al haber trabajado una serie de partidos para el Naucalpan, Estado de México con base International Wrestling Revolution Group (IWRG) pero no extensa gira fuera de Nuevo León. En 2007, Rey Hechicero se involucró en una rivalidad contra otro luchador local de Monterrey llamado Gitano del Norte. Una rivalidad que llevó a ambos hombres a poner sus máscaras en la línea sobre el resultado de una Lucha de Apuestas. Rey Hechicero ganó y obligó a su oponente a desenmascararse, lo que en Lucha Libre se considera más prestigioso que ganar campeonatos. Finalizó el 2007 derrotando a Tigre Universitario para ganar el Campeonato Mundial Peso Medio de la WWA. Derrotar a Tigre Universitario por el campeonato fue parte de una larga historia entre los dos, una historia que los vería involucrados en una Lucha de Apuesta de cuatro hombres el 23 de marzo de 2008. Tanto Rey Hechicero como Tigre Universitario escaparon del combate. con sus máscaras mientras Valiente cubría a Sergio Romo Jr. para obligar a Romo a que se afeitara calvo después del combate ya que no estaba enmascarado.
A fines de 2008, Rey Hechicero estaba programado para unirse a Último Guerrero para un torneo de Ruleta de la muerte donde los perdedores del combate avanzan y el equipo perdedor tiene que luchar entre sí por sus máscaras. Rey Hechicero sufrió una lesión poco antes del torneo y tuvo que ser reemplazado por Difunto II. No se verificó si Rey Hechicero había resultado herido o si el reemplazo se llevó a cabo porque quien había aceptado originalmente perder su máscara cambió de opinión y Difunto II acordó perder su lucha.
En los años siguientes, trabajó en varias promociones de lucha mientras viajaban por Monterrey, incluida la obtención de la máscara de Caifán Rockero I en un espectáculo de Perros del Mal en marzo de 2010. Mientras comenzó a trabajar para el Consejo Mundial de Lucha Libre en 2014. También se le permitió trabajar para varias promociones locales por CMLL. El 25 de diciembre de 2014, Rey Hechicero desafió sin éxito a Black Terry por el Campeonato Master FLLM en un espectáculo de Cara Lucha en Ciudad Nezahualcóyotl.

### Consejo Mundial de Lucha Libre (2014-presente)
A principios de 2014, Rey Hechicero se presentó como parte de la clase Generación 2014 de CMLL, junto con otros siete luchadores que hacen su debut en CMLL casi al mismo tiempo. Su nombre se acortó a simplemente "Hechicero", posiblemente porque CMLL ya tenía a alguien trabajando como Rey Bucanero, Rey Escorpión y Rey Cometa y quería reducir la posible confusión. Hechicero era el único miembro de Generación 2014 que no estaba relacionado con alguien que trabajaba para CMLL o un luchador de segunda generación, y él y Espíritu Negro eran notablemente mayores que el resto del grupo. Hizo su debut en el ring el 7 de enero, haciendo equipo con El Rebelde y el padre de El Rebelde, Hooligan, perdiendo ante el equipo de Dragon Lee, Star Jr. y Starman en un programa en Guadalajara, Jalisco, el sitio de una de las escuelas de lucha libre de CMLL. Un mes después, Hechicero participó en su primer gran evento CMLL, en equipo con uno de los rudos Último Guerrero más experimentados de CMLL para participar en el Torneo Gran Alternativa 2014
En el torneo Gran Alternativa, un novato y un veterano se unen para un combate de eliminación por equipos. El torneo anual Gran Alternativa se utiliza para mostrar a los luchadores más jóvenes del equipo. Hechicero y Star Jr. ganaron un Battle Royal de ocho hombres usado para determinar los enfrentamientos en la primera ronda del torneo. Hechicero y Guerrero derrotaron a Star Jr. y Atlantis en la primera ronda del torneo, pero fueron derrotados por los ganadores eventuales del torneo Bárbaro Cavernario y el Mr. Niebla en la segunda ronda.
El 16 de diciembre de 2014, Hechicero y Bárbaro Cavernario desafiaron sin éxito al equipo de Delta y Guerrero Maya Jr. por el Campeonato CMLL Arena Coliseo Tag Team. Para el Torneo Nacional de Parejas Increíbles 2015. Hechicero se vio obligado a unirse con Ángel de Oro, su rival en ese momento. El dúo perdió ante el equipo de Atlantis y Último Guerrero en la primera ronda del torneo. En el show de Homenaje a Dos Leyendas de 2015, Hechicero se unió a Vangelis y Virus para derrotar al trío de Blue Panther Jr., The Panther y Stuka Jr. Tres meses después, Hechicero reemplazó a Blue Panther Jr. por una lucha en el torneo Ídolo 2015, perdiendo ante Delta en Sin Salida el 17 de julio de 2015.

### New Japan Pro-Wrestling (2016-2017)
En enero de 2016, Hechicero hizo su debut en Japón participando en la gira FantasticaManía 2016 de CMLL y New Japan Pro Wrestling (NJPW). A lo largo de la gira de seis shows, Hechicero compitió en varios partidos de varios jugadores, formando equipo con representantes de CMLL y NJPW. El último día de la gira, Hechicero, Boby Z, Okumura y Yoshi-Hashi perdieron ante el equipo de Fuego, Stuka Jr., Kushida y Tiger Mask.

### Ring of Honor (2016)
El 29 de octubre de 2016, Hechicero hizo su debut en el Ring of Honor (ROH) en Baltimore, Maryland, donde se unió a Okumura y Último Guerrero para competir en un torneo para determinar los primeros Campeones Mundiales en Parejas de Seis-Hombres de ROH. En la primera ronda, el trío de CMLL derrotó a The Addiction (Christopher Daniels y Frankie Kazarian) y Kamaitachi, pero perdió ante The Kingdom (Matt Taven, TK O'Ryan y Vinny Marseglia) en las semifinales del torneo.

### Pro Wrestling Guerrilla (2018)
El 19 de octubre de 2018, Hechicero hizo su debut en la empresa estadounidense Pro Wrestling Guerrilla (PWG) en el evento Smokey and the Bandido perdiendo ante Zack Sabre Jr.

## Campeonatos y logros
- Consejo Mundial de Lucha Libre
  - Máscara de Euforia en el 91 aniversario del CMLL.
  - Campeonato Mundial de Peso Completo del CMLL (1 vez)
  - Campeonato Mundial Histórico de Peso Semicompleto de la NWA (1 vez)

- Kaoz Lucha Libre
  - Kaoz Heavyweight Championship (1 vez)[13]

- Mexican Independent Promotions
  - WWA World Middleweight Championship (1 vez)

- Poder y Honor
  - PYH Heavyweight Championship (1 vez, actual)[14]

- Pro Wrestling Illustrated
  - Situado en el Nº197 en los PWI 500 de 2017[15]
  - Situado en el Nº317 en los PWI 500 de 2019[16]